# 과 (무기)

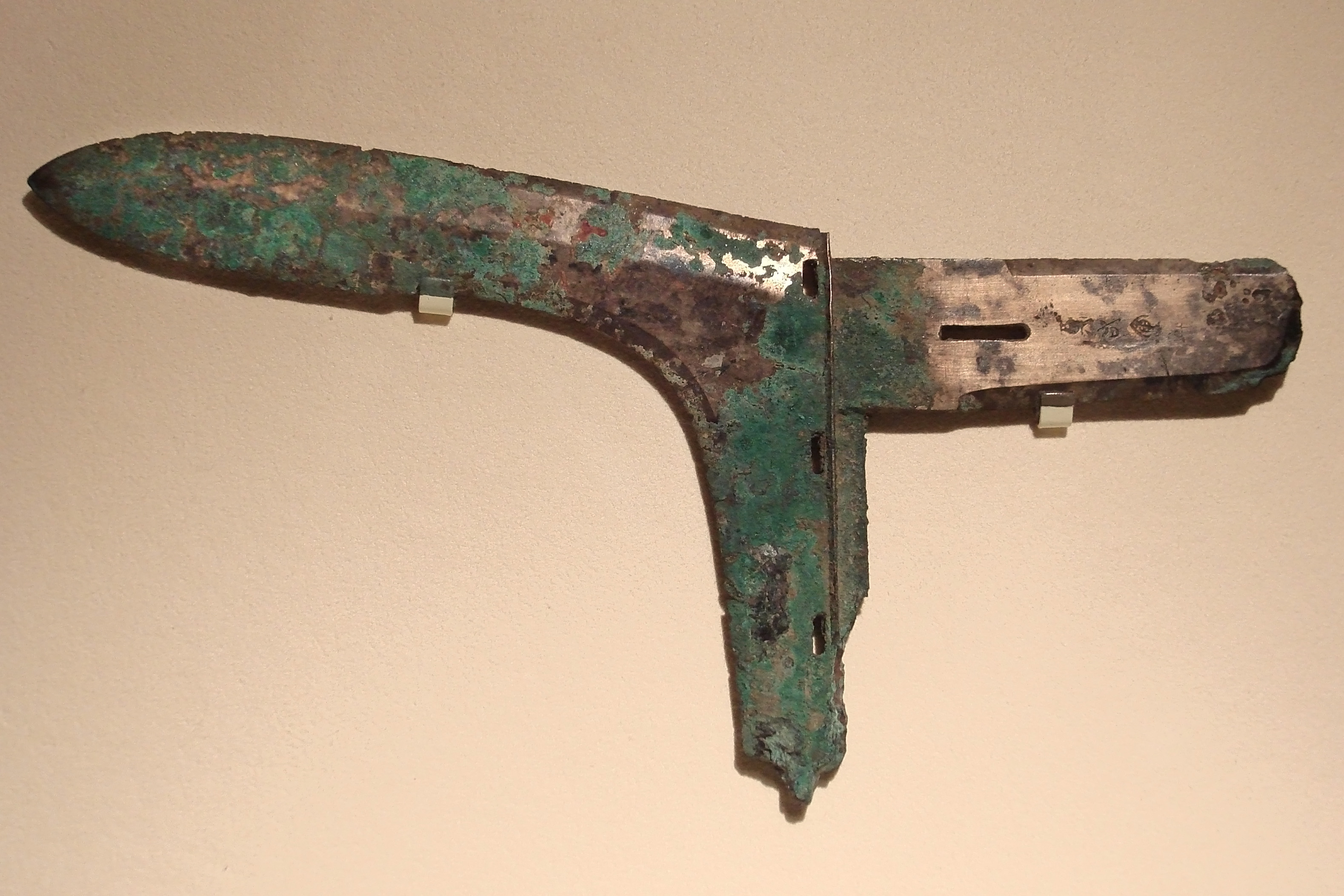
전국 시대 당시에 사용된 과

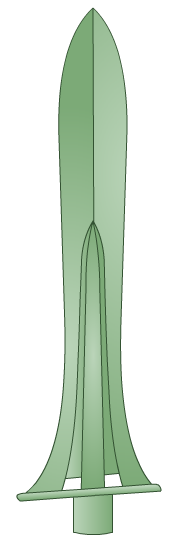
일본 야요이 시대의 동과.

과(戈)는 갈고리 모양으로 되어 있어 적을 공격할 때 후려치거나 걸어서 끝어당길 수 있는 긴 병기이다. 황금으로 장식한 것은 '금과'라 불렀으며 은부(銀斧)와 더불어 의장용으로 많이 쓰였다.

과와 극의 비교도.

## 같이 보기
- 베크드코르뱅
- 빌 (무기)